# Generał (zakon)

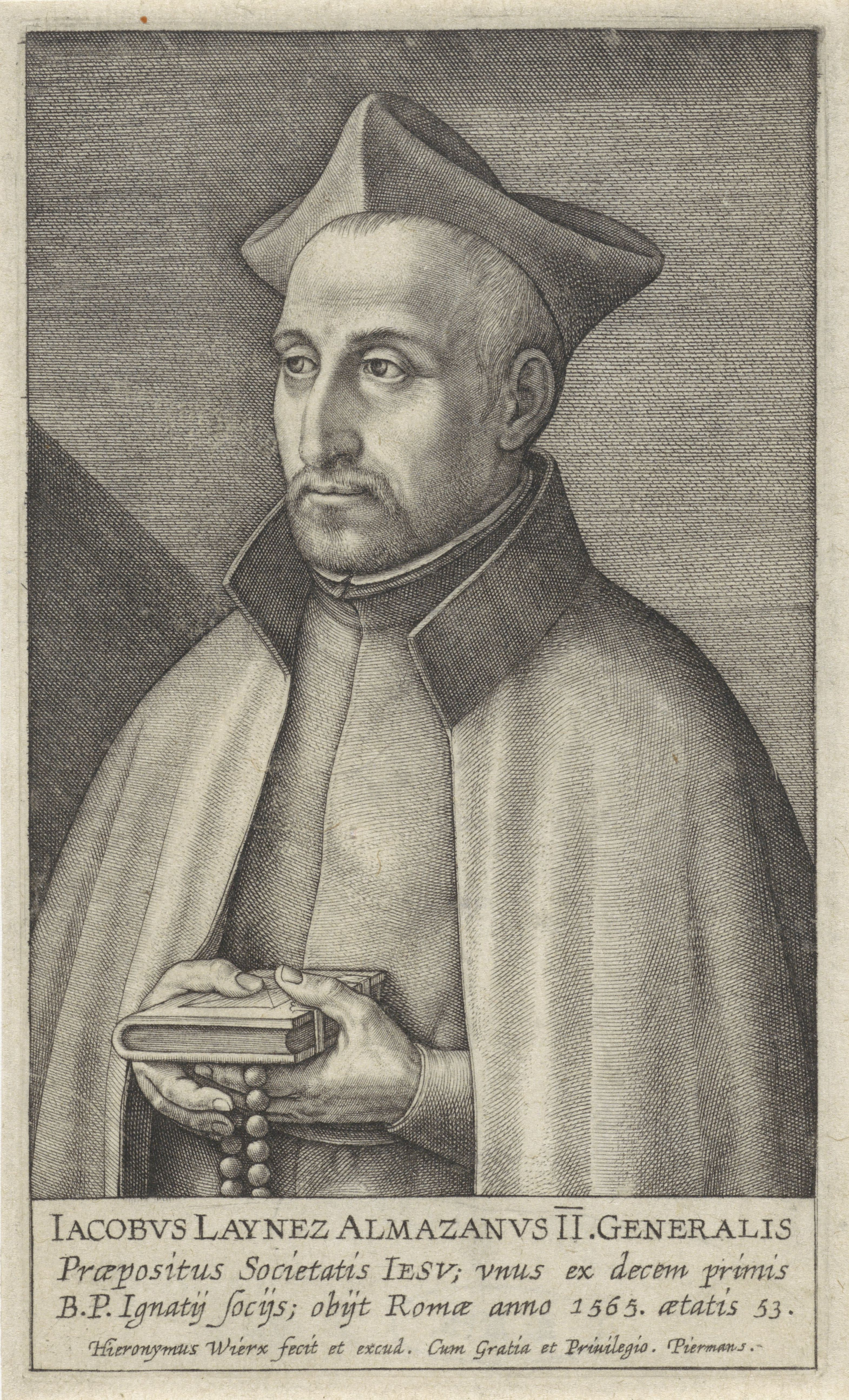
Portret Diego Laínez'a

Generał – najwyższy przełożony w niektórych zakonach katolickich; wybierany przez kapitułę i sprawujący władzę nad wszystkimi jednostkami administracyjnymi danego zakonu na świecie. W zakonach żeńskich używa się analogicznych określeń: "przełożona generalna", "matka generalna" lub "matka przełożona".

## Franciszkanizm
Franciszkanie pierwotnie nie posiadali generała. Żywą regułą, jak to określają źródła franciszkańskie, był sam założyciel – św. Franciszek z Asyżu. Pierwszymi sprawującymi władzę nad całym zakonem byli tzw. wikariusze: Pietro Cattani w latach 1220–1221 oraz Eliasz z Kortony w latach 1221–1227. Pierwszym generałem zakonu franciszkańskiego wybrany został Jan Parenti, sprawował swój urząd w latach 1227–1232. Obecnie każda z gałęzi franciszkańskich, tzn. franciszkanie, franciszkanie konwentualni i kapucyni, posiada własnego generała. Stróżem pieczęci św. Franciszka jest generał franciszkanów, obecnie Massimo Fusarelli.